# Chiesa greco-ortodossa di Alessandria

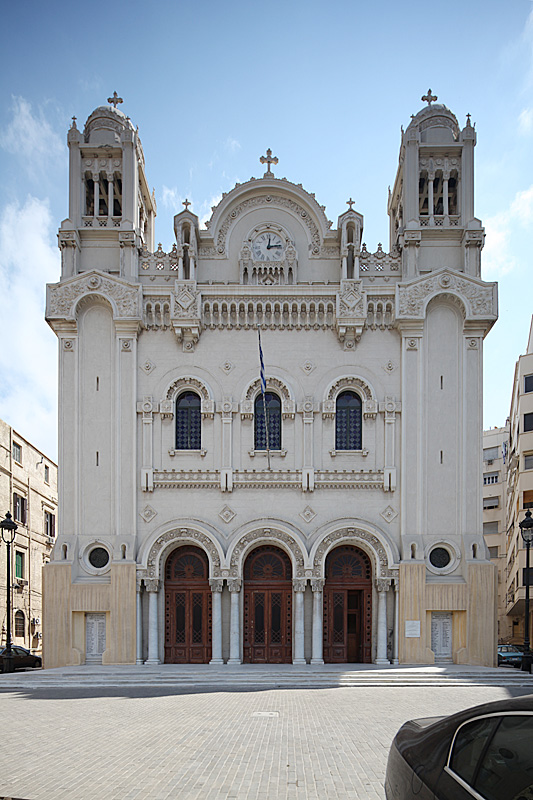
La Cattedrale dell'Annunciazione

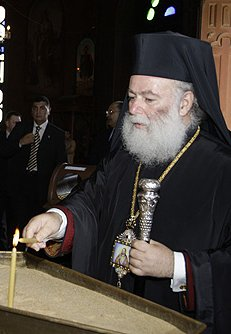
Il patriarca Teodoro II

La Chiesa greco-ortodossa di Alessandria, nota anche col nome di Patriarcato greco-ortodosso di Alessandria e di tutta l'Africa (Πατριαρχεῖον Ἀλεξανδρείας καὶ πάσης Ἀφρικῆς) è una Chiesa ortodossa autocefala, a liturgia greca, con sede ad Alessandria d'Egitto e con giurisdizione canonica su tutta l'Africa. Occupa il 2º posto nel dittico delle Chiese ortodosse.
Non deve essere confusa con la Chiesa ortodossa copta (anche con sede ad Alessandria) e col patriarcato cattolico di Alessandria.
Il titolo ufficiale del patriarca greco-ortodosso di Alessandria è: "La sua divinissima beatitudine il Papa e Patriarca della Grandiosa Città di Alessandria, Libia, Pentapoli, Etiopia, tutta la terra d'Egitto, e tutta l'Africa, Padre dei Padri, Pastore dei Pastori, Prelato dei Prelati, tredicesimo degli Apostoli, e Giudice dell'Ecumene".

## Storia
Secondo la tradizione, la comunità cristiana di Alessandria d'Egitto fu fondata dall'evangelista Marco nella seconda metà del I secolo. Comunità che vide accrescere il proprio prestigio tra il II e III secolo, grazie allo sviluppo delle scienze teologiche, che resero la scuola di Alessandria una delle più importanti dell'impero, e della nascita e diffusione del monachesimo, nelle sue varie forme. Figure preminenti della chiesa alessandrina furono: Clemente Alessandrino, Origene e Atanasio.
Nel corso del IV secolo, nel corso dei concili di Nicea (325) e Costantinopoli (381), Alessandria fu elevata al rango di patriarcato, accrescendo così in modo considerevole sia la sua autorità che ed il suo prestigio, su tutto l'oriente cristiano.
Verso la metà del V secolo, con la condanna del vescovo di Alessandria, Dioscoro, deposto come eretico dal concilio di Calcedonia (451), la sede di Alessandria si divise in due. Mentre la maggior parte dei fedeli e dei monaci diede vita ad una chiesa nazionale, denominata in seguito “copta”, un piccolo gruppo di fedeli e la maggior parte dei vescovi, di lingua e nazionalità greca, si raccolse attorno al proprio patriarca Proterio, successore di Dioscoro, in difesa del Credo proclamato a Calcedonia. In quest'epoca, questo secondo gruppo di cristiani fu chiamato per disprezzo “melchita”, ossia fedeli al melek, l'imperatore di Bisanzio. D'ora in avanti la storia delle due Chiese procederà separata l'una dall'altra, non senza tensioni e scontri, a volte anche sanguinosi.
Con l'occupazione persiana dell'Egitto del 619, la Chiesa greco-ortodossa fu la più colpita, in quanto considerata seguace ed amica dell'imperatore di Bisanzio. La stessa situazione di difficoltà e sofferenze fu subita dopo l'occupazione araba del Paese, nel 683.
Con l'occupazione dei Turchi nel 1517, il patriarca greco-ortodosso dovette risiedere a lungo a Costantinopoli, e, solo con l'inizio dell'Ottocento si stabilì definitivamente ad Alessandria. Il periodo di pace che ne seguì permise alla Chiesa greco-ortodossa di riprendere la propria autonomia, riorganizzare le diocesi e le chiese, ed incrementare la vita religiosa.

## Organizzazione

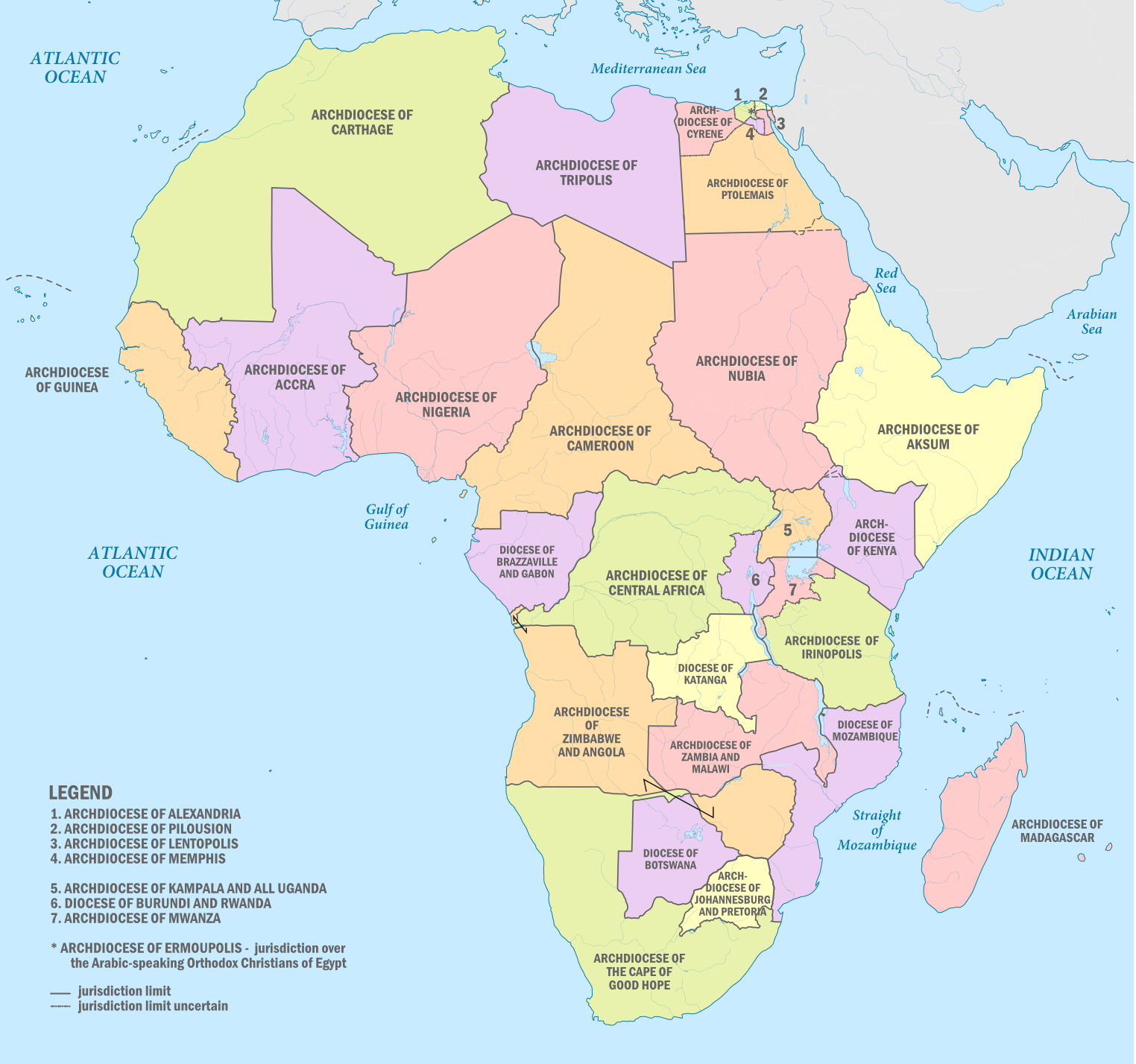
Mappa delle circoscrizioni ecclesiastiche del Patriarcato greco-ortodosso di Alessandria.

L'attuale patriarca è Teodoro II, al secolo Nikolaos Choreutakīs, nativo di Creta.
Il patriarcato comprende: 1 sede patriarcale; 29 sedi metropolitane; 7 diocesi.
- in Egitto:
  - Metropolia di Alessandria
  - Metropolia di Cirene
  - Metropolia di Ermopoli
  - Metropolia di Leontopoli
  - Metropolia di Menfi
  - Metropolia di Pelusio
  - Metropolia di Tolemaide
- nel resto dell'Africa:
  - Metropolia di Accra
  - Metropolia di Aksum
  - Metropolia di Antananarivo e del Madagascar settentrionale
  - Metropolia del Botswana
  - Metropolia del Brazzaville e Gabon
  - Metropolia del Burundi e Ruanda
  - Metropolia del Camerun
  - Metropolia del Capo di Buona Speranza
  - Metropolia del Cartagine
  - Metropolia di Guinea
  - Metropolia di Irinopolis
  - Metropolia di Johannesburg e Pretoria
  - Metropolia di Kampala
  - Metropolia del Katanga
  - Metropolia di Kinshasa
  - Metropolia di Mwanza
  - Metropolia di Nairobi
  - Metropolia di Nigeria
  - Metropolia della Nubia
  - Metropolia di Tripoli
  - Metropolia dello Zambia
  - Metropolia di Zimbabwe e Angola
  - Diocesi del Mozambico
  - Diocesi di Nyeri e del Monte Kenya
  - Diocesi di Arusha e della Tanzania centrale
  - Diocesi di Gulu e dell'Uganda orientale
  - Diocesi del Malawi
  - Diocesi di Toliara e del Madagascar meridionale
  - Diocesi di Kisumu e del Kenya occidentale